# ビンファスト

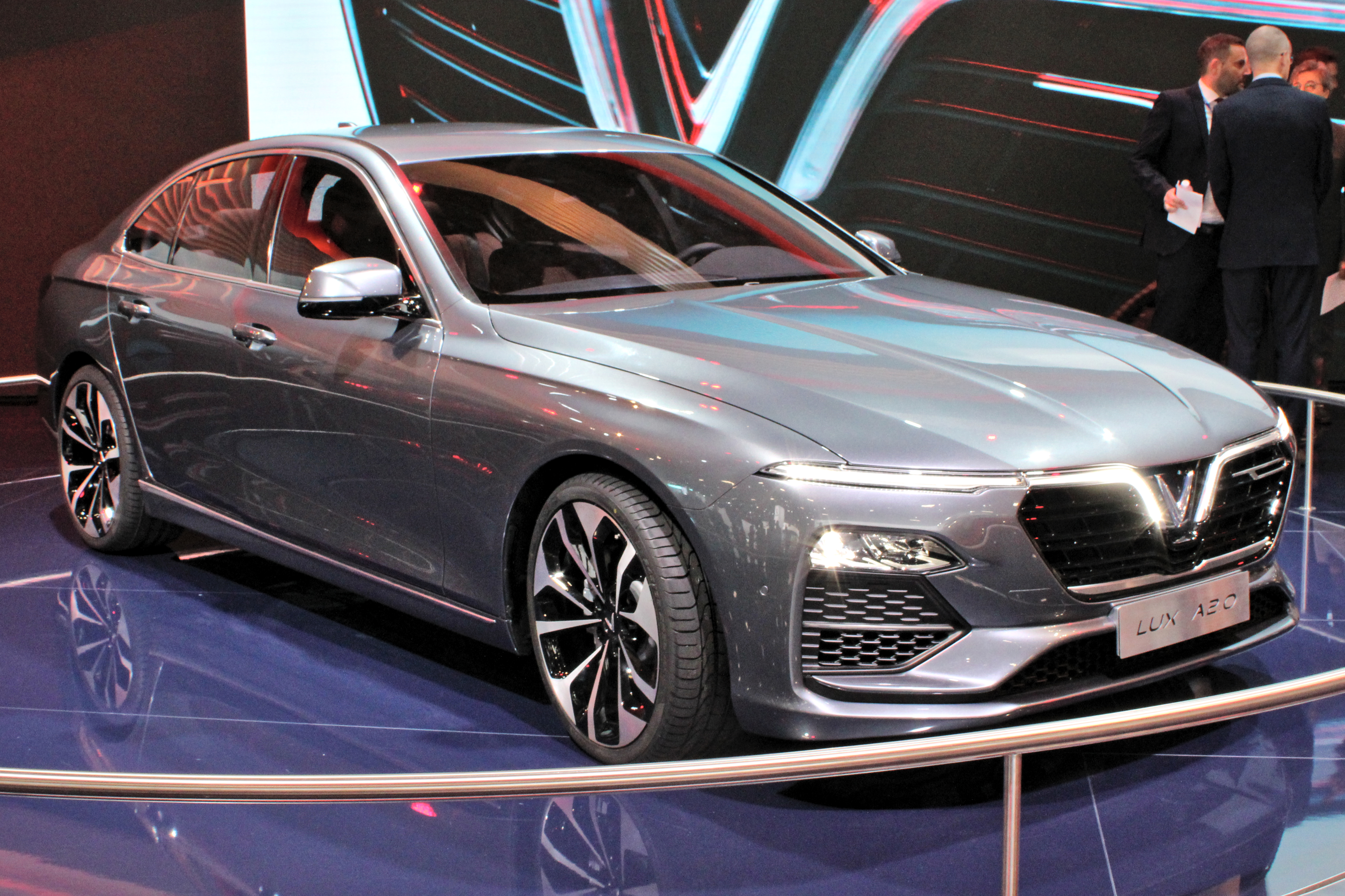
Vinfast Lux A 2.0

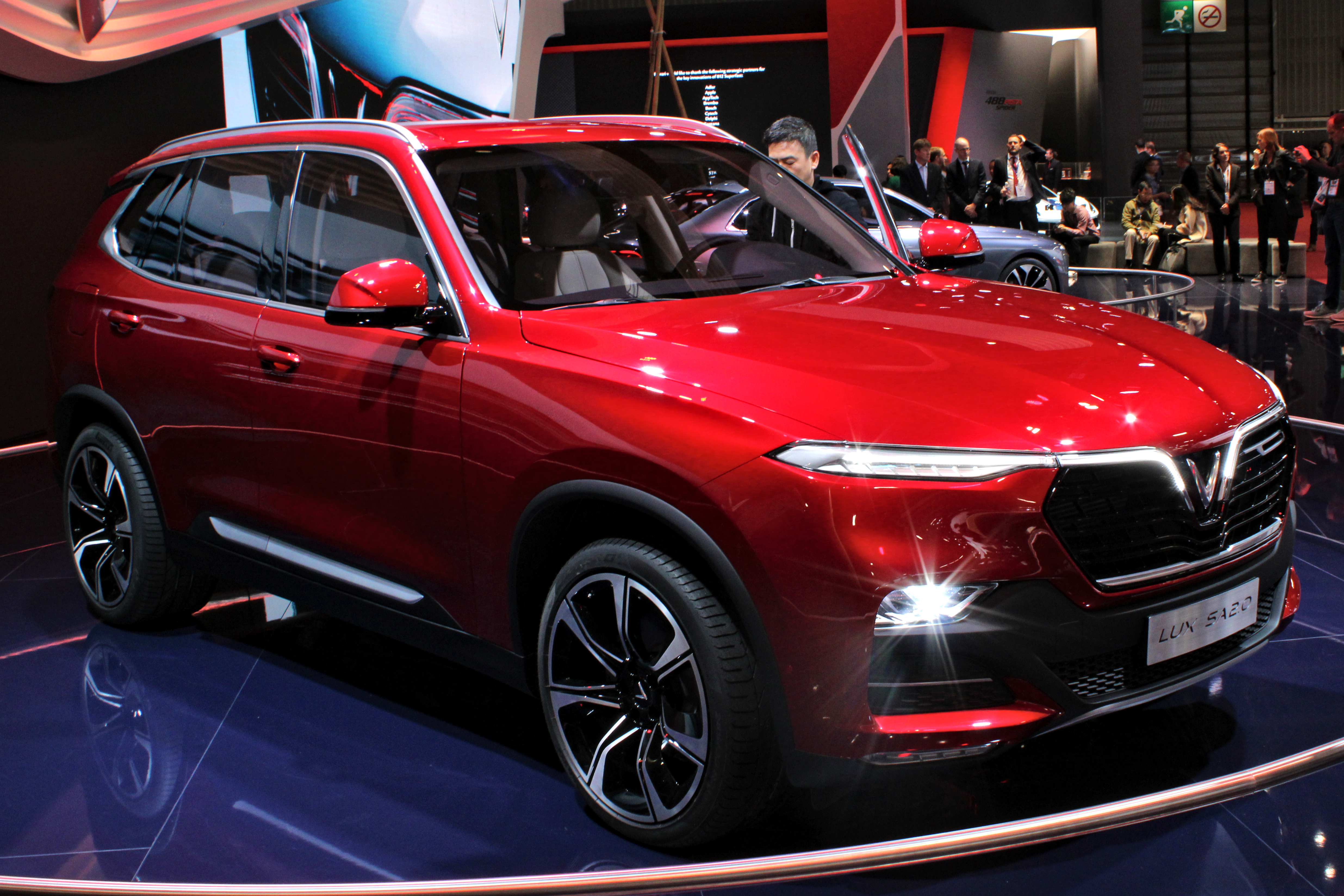
Vinfast Lux SA 2.0

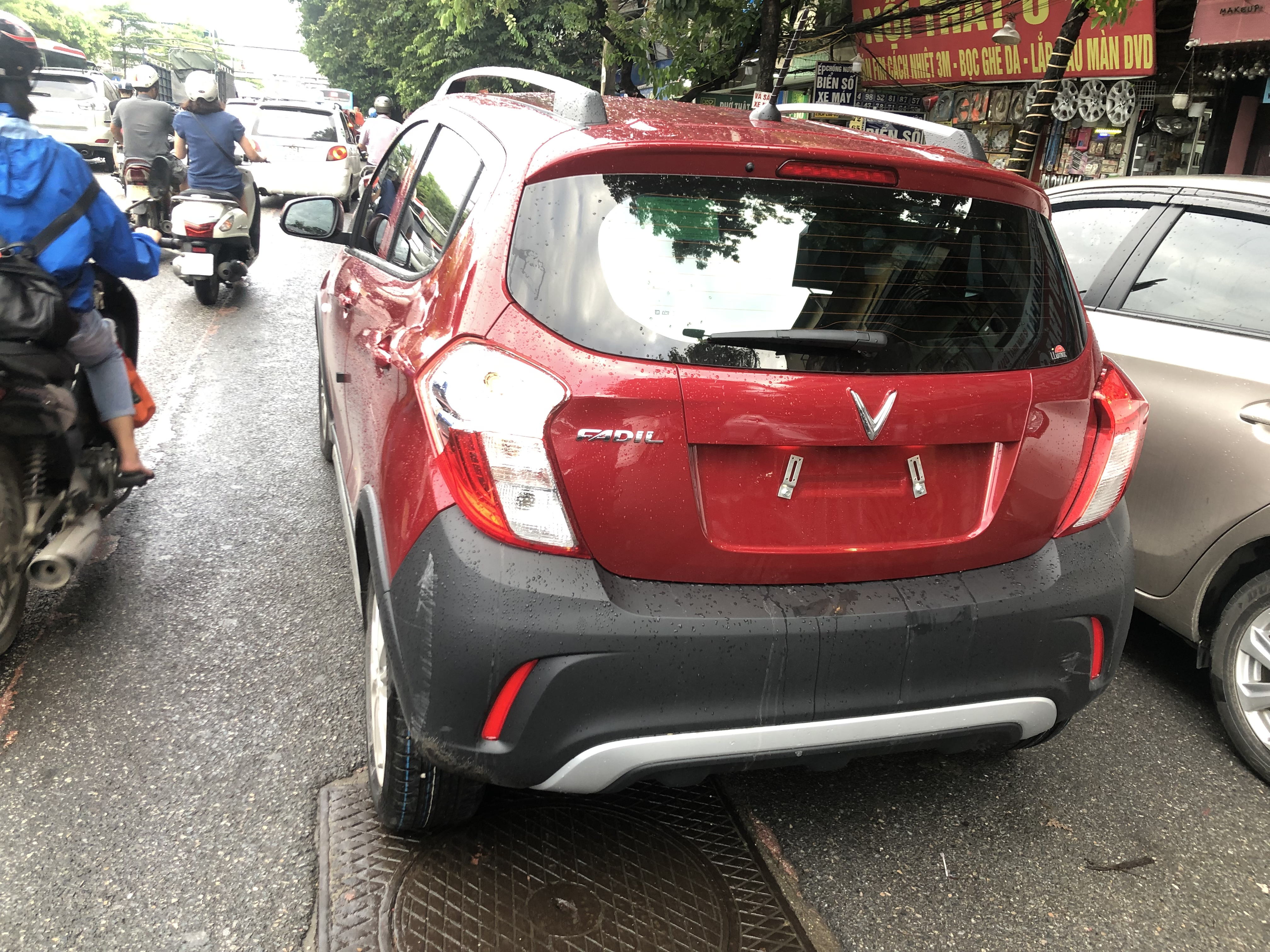
VinFast Fadil red back

ビンファスト（英語：VinFast LLC、ベトナム語：Công ty trách nhiệm hữu hạn sản xuất và kinh doanh VinFast）は、ベトナムの自動車およびバイクメーカー。ベトナム最大の財閥ビングループの自動車産業を担っており、2017年に参入を発表して2019年6月には年産25万台の能力を持つ工場を立ち上げ、2022年11月には輸出も始めた。
ビンファストの目標は東南アジアトップの自動車メーカーになり、2025年までに年間50万台を製造する計画である。一時は内燃機関（ガソリンエンジン）自動車を製造したが、2022年以降の製品は電気自動車（EV）と電動バイクである。まず初めにヨーロッパ基準の5人乗りセダン、7人乗りSUV（スポーツ・ユーティリティ・ビークル）、電動バイクを製造し、予想される製造台数は年間10万～20万台である

## 歴史
2017年9月2日、ビングループが自動車製造業に参入することを発表し、北部のハイフォン市ディンブー・カットハイ経済区に自動車製造工場を着工した。
2018年1月18日、ビンファストはイタリアのカロッツェリアであるピニンファリーナとモデル生産契約を締結し、ドイツのBMWから知的財産権を購入した。アメリカ合衆国のゼネラルモーターズ（GM）とはGMベトナムがベトナム国内22個所で展開する「シボレー」のディーラー網と、ハノイ市にあるGMベトナム生産工場を買収することで、販売力と生産能力を向上した。
2018年9月2日、グエン・スアン・フック首相はハイフォン市のディンブー・カットハイ工業団地でビンファストの自動車製造工場の建設プロジェクト起工式に参加した。
ビングループは2018年9月25日、James B.DeLuca 元GM副会長をビンファスト自動車工場（ハイフォン）の社長に任命した。ビンファストの自動車部門の構築・運営・開発を担当する（電動バイクを除く）。
同社は、2018年にフランスで開催されたパリモーターショーで、SUVやセダンなど、ベトナム市場向けの最初のデザインプロトタイプを発表した。これらのモデルは2019年9月に発売される予定だったが、実際には同じ年の7月28日に納品された。内燃機関自動車を発売した後、ビンファストは電動バイクと電気自動車（EV）の製造と販売を開始した。
ビンファストのハイフォン工場は2019年6月14日に稼働した。当初はガソリン車用だったが、2022年にはガソリン車から撤退し、EV専業メーカーになった。製造ラインはハイフォン市に335ヘクタールを擁し、プレス加工、車体製造、エンジン製造、塗装、組み立ての5つの主要工場で構成されている。その中で、エンジンなど重要な部品はヨーロッパやアメリカのトップデザイナーから購入し、車のデザインはベントレー、BMW、キャデラック、フェラーリ、ジャガー、ランボルギーニ、メルセデスベンツなどの高級車のデザインを手掛ける有名なイタリア人デザイナーに依頼する。
2018年11月20日 初の販売車種である、内燃機関自動車「Lux SA2.0」「Lux A2.0」「Fadil」および電動バイクの「Klala」が発売された。Fadilのデリバリーは、2019年6月17日から開始され、Lux SA2.0とLux A2.0は2019年7月28日から開始された。
2020年6月11日 オーストラリアのメルボルンに製品開発拠点を開設した。
2020年9月7日 高級SUV Presidentを発売した。
2020年9月9日 GM傘下ホールデンの開発に使用されていた、オーストラリアのビクトリア州にある自動車テストセンターを買収した。
2020年9月15日 安価な電動バイクのシリーズである「Impes」と「Ludo」を発売した。
2021年1月21日 フラグシップ電動スクーター「Theon」および、女性をターゲットにした電動スクーター「Feliz」を発売。
2021年3月4日 台湾のプロロジウムテクノロジーとの提携により、ベトナム国内に全固体電池を製造する合弁会社を設立する覚書を締結した。
2021年3月24日 ビンファスト初の電気自動車「VF e34」を発売し、2021年12月よりデリバリーされた。車両本体価格とは別に、走行距離に応じたバッテリーレンタル料を支払う事になる。
2021年11月16日 北米市場で電気自動車を販売をするため、アメリカ合衆国カリフォルニア州ロサンゼルスに米国支社を開設した。カリフォルニア州に開設することで、1000人以上の雇用が創出され、税制上の優遇措置が得られる。ノースカロライナ州では工場建設を計画している。
2023年8月15日、アメリカのNASDAQに上場した。

## 現行車種

### 自動車

#### 電気自動車
- VF 3
- VF 5
- VF 6
- VF e34
- VF 7
- VF 8
- VF 9

#### ガソリン車
- President
- LUX SA2.0
- LUX A2.0
- Fadil

#### 電気バス
- VinBus

### 電動バイク
- Theon
- Klara S
- Feliz
- Impres
- Ludo
- Vento
- Evo200
- Motio

## 充電器

### 電気自動車
充電スタンドを2021年度中にベトナム国内2000個所まで増やす予定。コネクタ形状は直流でCCS2、交流でIEC Type 2を採用している。出力は、直流250 kW、60 kW、30kWおよび交流11 kWが用意されており、高速道路のパーキングエリア、ロードサイド店舗、ショッピングモール、アパートメントの各駐車場に設置されている。

### 電動バイク
ビンファストの電動バイクは、サドルの下などに交換式バッテリーを備えており、自宅に持ち帰り充電することが可能となっている。その他の方法として、ビンファストが用意した充電ステーションでの充電、および充電済みバッテリーとの交換ができる。